# Cigányok ideje
A Cigányok ideje (eredeti címén Дом за вешање / Dom za vešanje) Emir Kusturica 1987-ben forgatott, majd 1988-ban bemutatott jugoszláv-olasz-brit filmje. A film dialógusai majdnem kizárólag cigány nyelven készültek. A film egy Perhan nevű fiúról szól, aki mágikus erővel rendelkezik, és bűnügyekbe keveredik. A kamaszfiú a történet során válik felnőtté.
A film Goran Bregović szerezte zenéje a hagyományos balkáni dallamokon alapul. 
Budapesten a Kertmozi vetítette 1993 augusztusában.

## Cselekmény
Perhan mozgáskorlátozott húgával, Danirával és fékezhetetlen nagybátyjával, Merdžan él együtt szeretett nagyanyjánál, Hatidžánál. Szeretné feleségül venni Azrát, de a lány anyja ezt nem engedi, mert Perhan szegény és egy szlovén katona házasságon kívül született gyermeke. A szerelmespár Ederlezi napján a folyónál egymásé lesz, és hűséget fogadnak egymásnak.
A gazdag Ahmed testvéreivel látogatóba érkezik a faluba. Merdžan leül velük kártyázni, elkártyázza még a ruházatát is, adósságba keveredik, és szomorúan érkezik haza. Pénzre van szüksége, azonban az anyja nem ad neki, ezért Merdžan egy vihar közepette elpusztítja a házat, amelyben élnek.
Pár nappal később Ahmed kisfia légzési nehézséggel küzd, és Hatidža, aki ért a gyógyításhoz, segít rajta. Ahmed fizetség gyanánt megígéri, hogy Danirát, akinek műtétre lenne szüksége, kórházba viszi Ljubljanába. Mivel Perhan nem maradhat húgával, elhatározza, hogy elkíséri Ahmedet Milánóba, ahol Ahmed és fivére kerítésből élnek. Perhan először tisztességes úton próbál pénzt szerezni, de miután a kerítók megalázzák, lopásra és betörésre adja a fejét. A zsákmányból egy kis részt mindig megtart magának.
Ahmedet becsapják a testvérei, és eltűnnek néhány általa futtatott prostituálttal és koldussal; ezek után Perhant nevezi ki főnöknek, mert érdekeinek megbízható képviselőjének tartja. Egy idő után a már jómódú Perhant hazaküldik, hogy utánpótlást hozzon koldusokból. Hazaérve Azrát, akit feleségül akart venni, várandósan találja. Azra azt állítja, hogy a gyermek apja Perhan, de Perhan nem hisz neki, és azt feltételezi, hogy a lányt nagybátyja ejtette teherbe erőszakkal. Csak úgy hajlandó a lánnyal összeházasodni, ha a szülés után rögtön megszabadul a gyermektől. Perhan a faluban tett látogatás során megtudja, hogy Ahmed nem építtetett neki házat, ahogy megígérte, és Danirát sem műtötték meg, hanem arra kényszerítették, hogy Olaszországba menjen koldulni. Azra a szülés során meghal, a gyermeket Ahmed magával viszi a koldusbandába.
Négy évi keresés után Perhan megtalálja a húgát Rómában. Danira elviszi Perhant a fiához, aki nagyon hasonlít apjához, ezért Perhan magáénak ismeri el. Kiviszi Danirát és a gyermeket a vasútállomásra, de ő maga Ahmed esküvőjére megy, hogy bosszút álljon. Telekinetikus képességével megöli Ahmedet, és végez testvéreivel is, végül Ahmed menyasszonya lelövi.
A virrasztás alatt a kis Perhan ellopja a pénzérméket, amivel halott apja szemét lezárták.

## Díjak
Az 1989-es cannes-i nemzetközi filmfesztiválon Emir Kusturicát a legjobb rendezés díjával tüntették ki, és a filmet az Arany Pálmára jelölték. 1991-ben a Guldbagge svéd nemzeti filmdíjat nyerte el a legjobb külföldi film kategóriában. A filmet 1990-ben jelölték a César-díjra a legjobb külföldi film kategóriában.

## Kritika
A Filmvilág kritikusa szerint a rengeteg előkép (Vittorio de Sica, Federico Fellini, Goran Paskaljević, Aleksandar Petrović, Živojin Pavlović) ellenére Kusturica ebben a filmben találta meg saját hangját.
Egy a heidelbergi egyetem által kiadott tanulmány szerint Kusturica "minden olyan sztereotípiát megerősít, amely ezzel a zaklatott etnikummal kapcsolatban forgalomban van," viszont sikerül olyan "esztétikai energiát" létrehoznia, amellyel kapcsolatban a "cigányellenes" minősítés túl sommás lenne. A Chicago Sun kritikusa, Rogert Ebert szerint "nincs olyan film, amely többet tudna vagy többet mutatna ezekről a legendás emberekről".

## Feldolgozás
2007-ben a párizsi Opéra Bastille-ben bemutatták a film punkoperává átírt változatát.
A film egyik főcímdala, az Ederlezi számos feldolgozást ért meg; többek között Boban Markovic és Rúzsa Magdi is előadta, ez utóbbi erősen átdolgozva azt.

## Fordítás
Ez a szócikk részben vagy egészben  a   Die Zeit der Zigeuner című német Wikipédia-szócikk ezen változatának fordításán alapul.  Az eredeti cikk szerkesztőit annak laptörténete sorolja fel. Ez a jelzés csupán a megfogalmazás eredetét és a szerzői jogokat jelzi, nem szolgál a cikkben szereplő információk forrásmegjelöléseként.